# Kate Hornsey
Kate Hornsey (ur. 19 października 1981 w Hobart) – australijska wioślarka, wicemistrzyni olimpijska, trzykrotna mistrzyni świata.
Srebrna medalistka igrzysk olimpijskich w Londynie w dwójce bez sternika (razem z Sarah Tait).

## Osiągnięcia
- Mistrzostwa Świata – Gifu 2005 – czwórka bez sternika – 1. miejsce[2].
- Mistrzostwa Świata – Gifu 2005 – ósemka – 1. miejsce[2].
- Mistrzostwa Świata – Eton 2006 – czwórka bez sternika – 1. miejsce[2].
- Mistrzostwa Świata – Eton 2006 – ósemka – 3. miejsce[2].
- Mistrzostwa Świata – Monachium 2007 – ósemka – 4. miejsce[2].
- Igrzyska Olimpijskie – Pekin 2008 – ósemka – 6. miejsce[2].
- Mistrzostwa Świata – Hamilton 2010 – czwórka bez sternika – 2. miejsce[2]
- Mistrzostwa Świata – Bled 2011 – dwójka bez sternika – 3. miejsce[2]
- Mistrzostwa Świata – Bled 2011 – czwórka bez sternika – 2. miejsce[2]
- Igrzyska Olimpijskie – Londyn 2012 – dwójka bez sternika – 2. miejsce